# Misato Michishita
Misato Michishita (道下 美里, Michishita Misato), née le 19 janvier 1977 à Shimonoseki (Japon), est une athlète handisport japonaise concourant dans la catégorie T12 pour les athlètes déficients visuels. Elle court avec un guide.

## Jeunesse
Elle perd la vue au collège à cause d'une dystrophie gélatineuse en goutte de la cornée.

## Carrière
Elle est vainqueur du marathon de Londres 2017 dans la catégorie T11-12.
En décembre 2020, elle bat le record du monde de la catégorie T12 en finissant le marathon de Hōfu en 2 h 54 min 13 s.
Après avoir remporté l'argent sur le marathon T12 lors des Jeux paralympiques d'été de 2016, elle est médaillée d'or sur la même distance lors des Jeux de 2020.

## Palmarès
| Date | Compétition        | Lieu           | Place | Temps           |
| ---- | ------------------ | -------------- | ----- | --------------- |
| 2016 | Jeux paralympiques | Rio de Janeiro | 2e    | 3 h 06 min 52 s |
| 2021 | Jeux paralympiques | Tokyo          | 1re   | 3 h 00 min 50 s |